# Hedysarum algidum
Hedysarum algidum är en ärtväxtart som beskrevs av L.Z.Shue. Hedysarum algidum ingår i släktet buskväpplingar, och familjen ärtväxter. Inga underarter finns listade i Catalogue of Life.